# Bitch Better Have My Money
Bitch Better Have My Money è un singolo della cantante barbadiana Rihanna, pubblicato il 26 marzo 2015 dalla Roc Nation.

## Descrizione
Scritto da Jamille Pierre, Badriia Boudelly, Rihanna e Travis Scott e prodotta da Scott stesso insieme a Kanye West, Deputy e WondaGurl, Bitch Better Have My Money presenta elementi trap con una durata di tre minuti e trentanove secondi.

### Remix
Vari DJ hanno remixato il brano, tra cui R3hab e Michael Woods. Inoltre, il 10 luglio 2015 è stato pubblicato un remix del singolo da parte del gruppo musicale alternative metal Korn attraverso il loro canale YouTube.

## Pubblicazione
A marzo 2015, Rihanna ha scritto sul suo profilo Twitter "rihannaNOW.com #R8 #BBHMM #March26", pubblicando successivamente la copertina ufficiale attraverso Instagram; tale copertina presenta una foto in bianco e nero, con Rihanna che ha le sopracciglia evidenziate mentre indossa una giacca da moto. La copertina è stata realizzata dal duo olandese "Inez and Vinoodh", gli stessi che hanno diretto il video musicale del singolo precedente FourFiveSeconds. Il titolo della canzone è stato messo a sinistra ed è stato scritto in stile Braille. Morwenna Ferrier di The Guardian ha dichiarato che la nuova icona di Rihanna fa ricordare lo stile classico e provocante di Madonna nel film Crazy for You - Pazzo per te. Il 25 marzo due trailer del singolo sono stati pubblicati sull'applicazione Dubsmash, mentre il giorno seguente è stato reso disponibile per l'acquisto attraverso l'iTunes Store. Il 29 marzo, invece, Rihanna ha presentato il brano durante gli iHeartRadio Music Awards.

## Video musicale
Il video mostra il rapimento e le ripetute torture di una ricca signora ad opera di una gang di tre donne, tra cui è presente la stessa Rihanna, fino alla morte.
Esso è stato il primo video con limitazioni d'età su YouTube a ricevere la certificazione Vevo per le oltre 100 milioni di visualizzazioni.

## Tracce
Download digitale
1. Bitch Better Have My Money – 3:39

Download digitale – GTA Remix
1. Bitch Better Have My Money (GTA Remix) – 3:48

Download digitale – Michael Woods Remix
1. Bitch Better Have My Money (Michael Woods Remix) – 4:24

Download digitale – R3hab Remix
1. Bitch Better Have My Money (R3hab Remix) – 3:48

## Classifiche
| Classifica (2015) | Posizione massima |
| ----------------- | ----------------- |
| Australia         | 14                |
| Austria           | 18                |
| Belgio (Fiandre)  | 27                |
| Belgio (Vallonia) | 11                |
| Canada            | 11                |
| Danimarca         | 25                |
| Francia           | 3                 |
| Germania          | 17                |
| Irlanda           | 32                |
| Italia            | 49                |
| Norvegia          | 24                |
| Nuova Zelanda     | 10                |
| Paesi Bassi       | 37                |
| Regno Unito       | 27                |
| Repubblica Ceca   | 15                |
| Spagna            | 6                 |
| Slovacchia        | 9                 |
| Stati Uniti       | 15                |
| Svezia            | 14                |
| Svizzera          | 7                 |
| Ungheria          | 12                |